# Voyageur (альбом)
Voyageur — пятый студийный альбом проекта Enigma, выпущен в 2003 году.

## Об альбоме
Voyageur совершенно не похож на предыдущие альбомы. Исчезли знаменитые флейты, григорианские хоралы и племенные песнопения, которые использовались ранее. Вместо этого многие песни, такие как «Voyageur», «Incognito», «Boum-Boum» и «Look of Today», стали более массовыми, «попсовыми».
В этом альбоме Крету пригласил участвовать вокалистку Рут-Энн Бойл, уже знакомую по альбому The Screen Behind the Mirror. Кроме того, в этом альбоме спел уже хорошо известный Эндрю Дональдс, которого продюсирует Крету.

## Обложка
Дизайн обложки альбома принадлежит Джоханну Цамбрискому (англ. Johann Zambryski). Он продолжил работу над дизайном обложек, начатую в предыдущих альбомах, синглах и сборниках.

## Список композиций
1. From East to West (Крету) (4:10)
2. Voyageur (Крету, Йенс Гад) (4:36)
3. Incognito (Крету) (4:24)
4. Page of Cups (Крету, Гад) 7:00
5. Boum-Boum (Крету) 4:30
6. Total Eclipse of The Moon (Крету) (2:16)
7. Look of Today (Крету) (3:44)
8. In the Shadow, In the Light (Крету) (5:33)
9. Weightless (Крету) (2:18)
10. The Piano (Крету, Гад) (3:00)
11. Following the Sun (Крету) (5:48)

## Синглы
| Название                       | Треклист | Награды                        |
| ------------------------------ | --- | ------------------------------ |
| Voyageur (29.09.2003)          | 1. «Voyageur (Radio Edit)» (03:53) 2. «Voyageur (Club Mix)» (06:21) 3. «Voyageur (Chillout Mix)» (04:52) 4. «Voyageur (Dance Mix)» (05:29)                                                     | - Португалия — 13 - Дания — 49 |
| Following The Sun (10.11.2003) | 1. «Following The Sun (Radio Edit)» (04:12) 2. «Following The Sun (Album Version)» (05:18) 3. «Voyageur (Fab 4 Mix)» (04:30)                                                                   | - Германия — 97                |
| Boum-Boum (21.06.2004)         | 1. «Boum-Boum (Chicane Radio Edit)» 2. «Boum-Boum (Enigma Radio Edit)» 3. «Boum-Boum (Wally Lopez Radio Edit)» 4. «Boum-Boum (Chicane Club Version)» 5. «Boum-Boum (Wally Lopez Club Version)» | - Германия — 98                |

## Участники записи
- Мишель Крету — автор музыки и слов, продюсер, аранжировка, звукоинженер, вокал (для песен № 3, № 6, № 7, № 9 и № 11)
- Сандра Крету — вокал (для песен № 2, № 4 и № 7)
- Рут Энн Бойл — вокал (для песен № 5 и № 11)
- Эндрю Дональдс — вокал (для песен № 5 и № 8)
- Йенс Гад — гитара, аранжировка, звукоинженер, соавтор музыки
- Уолтер Лопез — ремиксы
- Chicane — ремиксы
- Джоханн Цамбриский — художник

## Чарты
- Еврочарт - 32
- Греция — 3
- США — 3, Top Internet Albums
- Нидерланды — 8
- Турция — 8
- Германия — 16
- Австрия — 17
- Швейцария — 24
- Венгрия — 24
- Португалия — 27
- Италия — 32
- Чехия — 34
- Словакия — 35
- Польша — 44
- Испания — 80
- США — 95
- Франция — 98
- Номинант Грэмми 2007

## Слухи
- По слухам, сначала название альбома было другое — «Incognito».
- Хор из первого хита «Sadeness (Part I)» из альбома MCMXC a.D. можно услышать в середине трека «Incognito» (2:05 и 2:19).

## Редакции альбома
Voyageur был выпущен на компакт-дисках и на кассетах; обложка CD имела две разные версии:
- Специальная версия, с прозрачной обложкой. Рисунки были напечатаны на внутренней части бокса и частично на самом CD. Над компакт-диском был помещён круглый буклет.
- Нормальная версия с полноценными бумажными вставками.